# Rita May (canción)
"Rita May" (ocasionalmente titulada "Rita Mae") es una canción del músico estadounidense Bob Dylan grabada durante las sesiones de grabación del álbum de estudio de 1976 Desire y publicada únicamente como sencillo. En 1978, fue publicada en el álbum recopilatorio Masterpieces previo a la gira de 1978 por Japón y Australia.
Una de las interpretaciones de la letra de "Rita May" alude a la escritora Rita Mae Brown, que durante la época había adquirido un fuerte compromiso con el colectivo LGTB y se había quejado de la falta de oportunidades de los homosexuales, especialmente de las lesbianas.

## Personal
- Bob Dylan: voz, guitarra y armónica
- Emmylou Harris: voz
- Rob Rothstein: bajo
- Howard Wyeth: batería
- Scarlet Rivera: violín
- Sheena Seidenberg: pandereta y congas